# 크레스피나로렌차나
크레스피나로렌차나 (Crespina Lorenzana) 이탈리아 토스카나주의 피사도에 위치한 코무네 (지방자치단체)이다.

## 지리
카시아나테르메라리, 카시나, 콜레살베티, 파울리아, 오르차노피사노 등과 경계를 맞대고 있다.

### 구획
여섯 개 '프라치오네' (마을)로 이뤄져 있다:
- 체나이아
- 크레스피나 (행정 중심지)
- 라우라
- 로렌차나
- 트레몰레토
- 트리팔레

## 역사
2014년 1월 1일에 크레스피나와 로렌차나가 합쳐져 크레스피나로렌차나가 만들어졌다. 행정 중심지는 크레스피나이다.